# 千年一叹
《千年一叹》是中国内地作家余秋雨1999年在完成香港凤凰卫视走遍欧洲和中东各国的“千禧之旅”时发表的日记体散文集，记录了伊斯兰文明、两河文明、阿拉伯文明、印度文明、古埃及文明、希伯来文明等文明的兴衰，并同时对中国文化作出深刻的思考。这次旅行的全程不仅仅留下了文字记录，也由凤凰卫视全程拍摄并制作成了纪录片。

## 创作背景
凤凰卫视在1999年组织华人传媒史上最大规模的跨国采访行动，并制作了电视节目《千禧之旅》。余秋雨作为特邀嘉宾参与其中，余秋雨在途中透过卫星向中国传回当天的日记，随后集成出版，取名《千年一叹》。

## 作品简介
《千年一叹》全程记录了作者从希腊的奥林匹克到中国的万里长城的见闻及感想。作者对伊斯兰文明、两河文明、阿拉伯文明、印度文明、古埃及文明、希伯来文明与中华文明等文明分别做了深刻探讨。该书准确预测出了中东恐怖势力可能存在的地点。